# Kastell Ad Statuas (Ács-Vaspuszta)

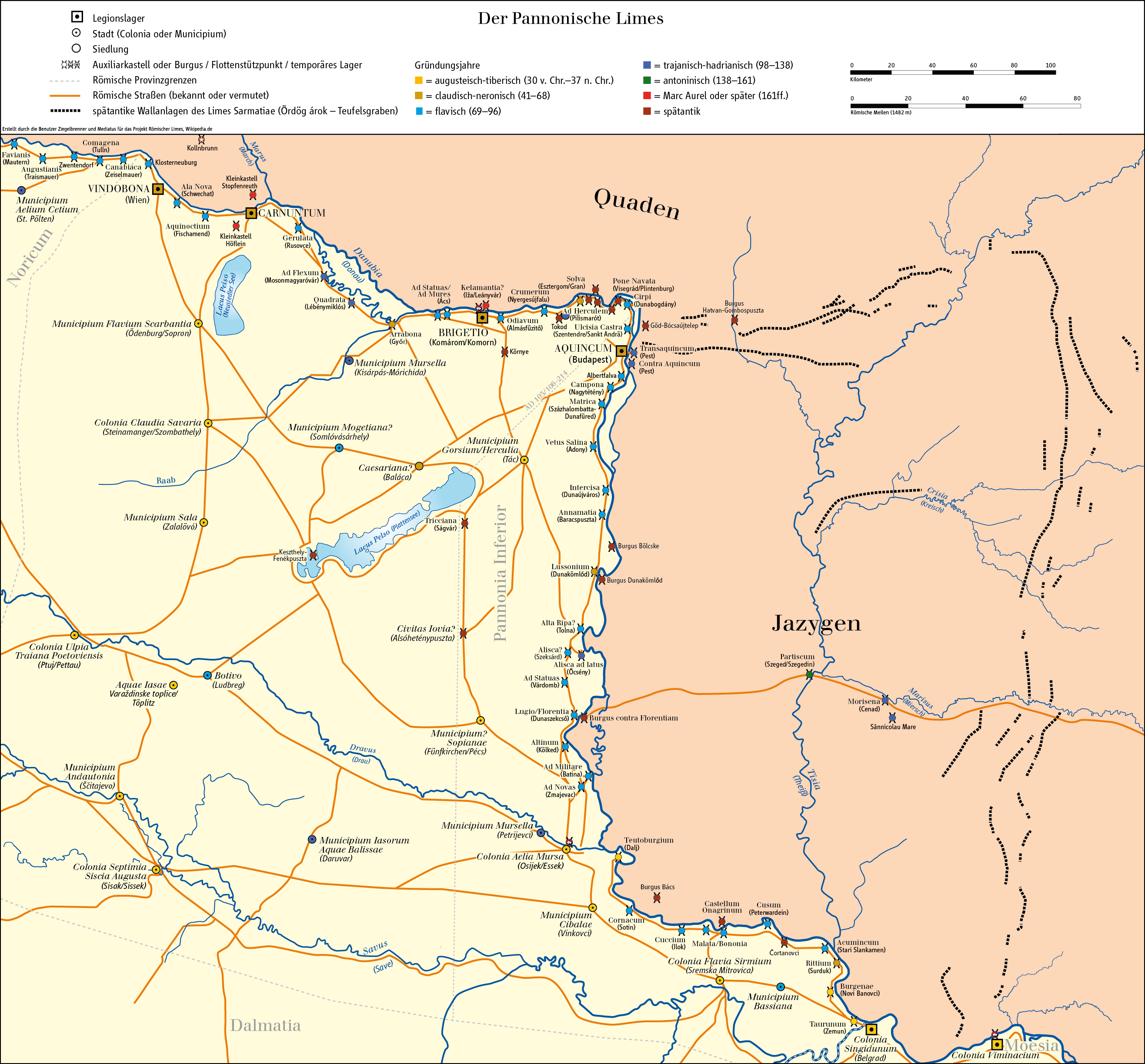
Die Lage von Ad Statuas am oberpannonischen Donaulimes

Das Kastell Ad Statuas ist ein ehemaliges römisches Kohortenkastell, dessen Besatzung einen Abschnitt des oberpannonischen Donaulimes (Limes Pannonicus) sicherte. Die Fortifikation wurde in unmittelbarer Nähe zur Donau hin errichtet. Heute befindet sich die Anlage auf der zur Stadt Ács gehörenden Gemarkung nördlich des Gehöfts Vaspuszta im Komitat Komárom-Esztergom, Nordungarn.

## Lage
Wie ältere unter den römischen Schichten entdeckten Funde beweisen, ist das Kastellareal bereits während der Bronzezeit besiedelt worden. Die Fortifikation war Teil des dichtgesetzten Überwachungssystems entlang des Donaulimes und wurde direkt in die stark überschwemmungsgefährdeten Donauauen gebaut. Aufgrund des flachen Terrains konnte von hier aus die sich entlang des Ufersaums hinziehende Wachturmkette westlich und östlich des Kastells gut eingesehen werden. Noch etwas weiter westlich der Garnison gab es eine Abzweigung zur relativ nahe am Flussufer gehaltenen Limesstraße, die recht genau in südöstliche Richtung nach Tata verläuft. Dort lag in der Antike eine römische Zivilsiedlung. Erstaunlich ist die in Pannonien einzigartige Nähe zum nächstgelegenen, östlichen Kastell Ad Mures. Während die normale Entfernung zwischen den Garnisonsstandorten rund 15 bis 18 Kilometer (12 bis 13 römische Meilen) beträgt, liegen diese beiden Fortifikationen lediglich 5,4 Kilometer auseinander. Am gegenüberliegenden Ufer hatte der germanische Stamm der Quaden seinen Sitz, der für Rom oftmals zum gefährlichen Gegner wurde.

## Forschungsgeschichte
Der antike Name Ad Statuas ist erstmals durch das Itinerarium provinciarum Antonini Augusti, ein Verzeichnis der wichtigsten römischen Reichsstraßen aus dem 3. Jahrhundert n. Chr. überliefert. In einer der wichtigsten Quelle für den spätantiken Limes, der Notitia dignitatum aus dem 4. Jahrhundert, scheint das Lager hingegen nicht mehr auf. Die ersten Fundmeldungen aus dem Bereich des Lagerdorfes (Vicus) stammen aus dem frühen 19. Jahrhundert. So berichtete 1817 der ungarische Statistiker und Geograph Elek Fényes (1807–1876), dass am Lovad-Bauernhof ein „römischer Keller“ mit intaktem Gewölbe auf Stein- und Ziegelpfeilern zu Tage kam. Möglicherweise handelte es sich hier um einen Teil der Heizanlage (Hypokaustum) des Kastellbades. Die ersten wissenschaftlichen Untersuchungen setzten 1948 mit einer Grabung durch den Archäologen László Barkóczi ein. Erst 1964 führte Barkóczi seine Studien weiter, indem er einige Suchschnitte durch den Lagerbereich zog. Diesen nicht sehr aufschlussreichen Untersuchungen folgte zwischen dem 23. August bis zum 22. September 1966 eine Notgrabung am Kastell, der weitere Kampagnen in den Jahren 1967 sowie 1970 bis 1972 folgten, die alle unter der Leitung des Archäologen Dénes Gabler standen.

## Baugeschichte

### Erstes Holz-Erde-Lager
Den Standort des frühesten Holz-Erde-Lagers mutmaßte Gabler ein paar hundert Meter weiter östlich des späteren Steinkastells. Der Archäologe nahm an, dass die Gründung dieser spekulativen Anlage in der frühen Regierungszeit des Kaisers Trajan (98–117) liegen könnte.

#### Lager I
Das erste archäologisch gesicherte Holz-Erde-Lager entstand am selben Standort wie die späteren Fortifikationen. Seine Errichtung ordnete Gabler der zweiten Hälfte der trajanischen Herrschaft zu. Archäologisch fassbar blieb von dieser Bauphase unter anderem ein Rest des südlichen Umfassungsgrabens, unmittelbar im rückwärtigen Bereich des später errichteten steinernen Stabsgebäudes (Principia) sowie ein Stück des dahinterliegenden, 2,10 bis 2,40 Meter starken Erdwalls. Gabler stellte zudem fest, dass sich an der Innenseite des nordöstlich orientierten Grabenstücks – also an dessen nördlichem Saum – Pfostengruben abzeichneten, die zu diesem ältesten Lager gehört haben müssen. Der Grundriss und damit die Größe ließen sich jedoch nicht mehr erschließen. Mit der Erkenntnis, in diesem Grabenstück einen Rest der Dekumanfront vor sich zu haben, konnte bestimmt werden, dass die Prätorialfront, die dem Barbaricum zugewandten Schmalseite des Kastells, wie bei den beiden Nachfolgekastellen nach Norden ausgerichtet war. Auch die topographische Gesamtorientierung des Kastells blieb während der kommenden Jahrhunderte unverändert.

#### Lager II
Aufgrund von Überschwemmungsgefahren wurde bereits kurz nach 117 n. Chr., während der frühen Regierungsjahre des Kaisers Hadrian (117–138), die Anlage eines neuen, zweiten Holz-Erde-Lagers notwendig. Es entstand am selben Platz, jedoch rund 40 Meter nach Süden verschoben. Wie die Ausgrabungsbefunde zeigten, war dieses neue, von der Cohors I Thracum equitata (Erste teilberittene Kohorte der Thraker) errichtete Kastell, nur geringfügig kleiner als der spätere Steinbau. Der Erdwall dieser von einem Pfosten- und Balkensystem gestützten rechteckige Anlage war 3,60 bis 3,80 Meter breit. Er wurde an den beiden Längs- und Schmalseiten von insgesamt vier Toren durchbrochen und besaß die für diese Zeit typischen abgerundeten Ecken (Spielkartenform). Als Besonderheit war der neue Wehrgraben vor der Porta decumana, dem rückwärtigen, südlichen Tor der Garnison, als Clavicula ausgeformt. Bis heute gibt es hierfür keine Parallelen am pannonischen Donaulimes. In dieser Zone konnten Gabler und seine Grabungsmannschaft auch die Reste eines Erdwalls untersuchen, der hinter der hölzernen Verteidigungsmauer aufgeschüttet worden war und den Wehrgang trug.
Zwar ließen sich der Grundriss der Principia des Holz-Erde-Kastells aufgrund von starken Störungen nicht mehr rekonstruieren, doch konnten Reste roter Freskenfragmente aus dem Bereich geborgen werden. Wie eine später abgetragene und überpflasterte nord-südlich orientierte Steinmauer andeuten könnte, besteht die Möglichkeit, dass zumindest Teile des Stabsgebäudes aus dieser Zeit auf einem Steinfundament gegründet waren.
Unter der breiten Berme des späteren Steinkastells fand sich Terra Sigillata aus dem mittelgallischen Töpfer-Zentrum in Lezoux bei Clermont-Ferrand, das seine Produktion bereits im 1. Jahrhundert n. Chr. aufnahm. Dieses Keramikmaterial konnte der Regierungszeit des Kaisers Antoninus Pius (138–161) zugeordnet werden. Des Weiteren wurden Sigillaten aus der Rheinzaberner Manufaktur des Herstellers Cobnertus in den Schichten der Holz-Erde-Periode II festgestellt.

### Steinkastell

#### Prinzipatszeit

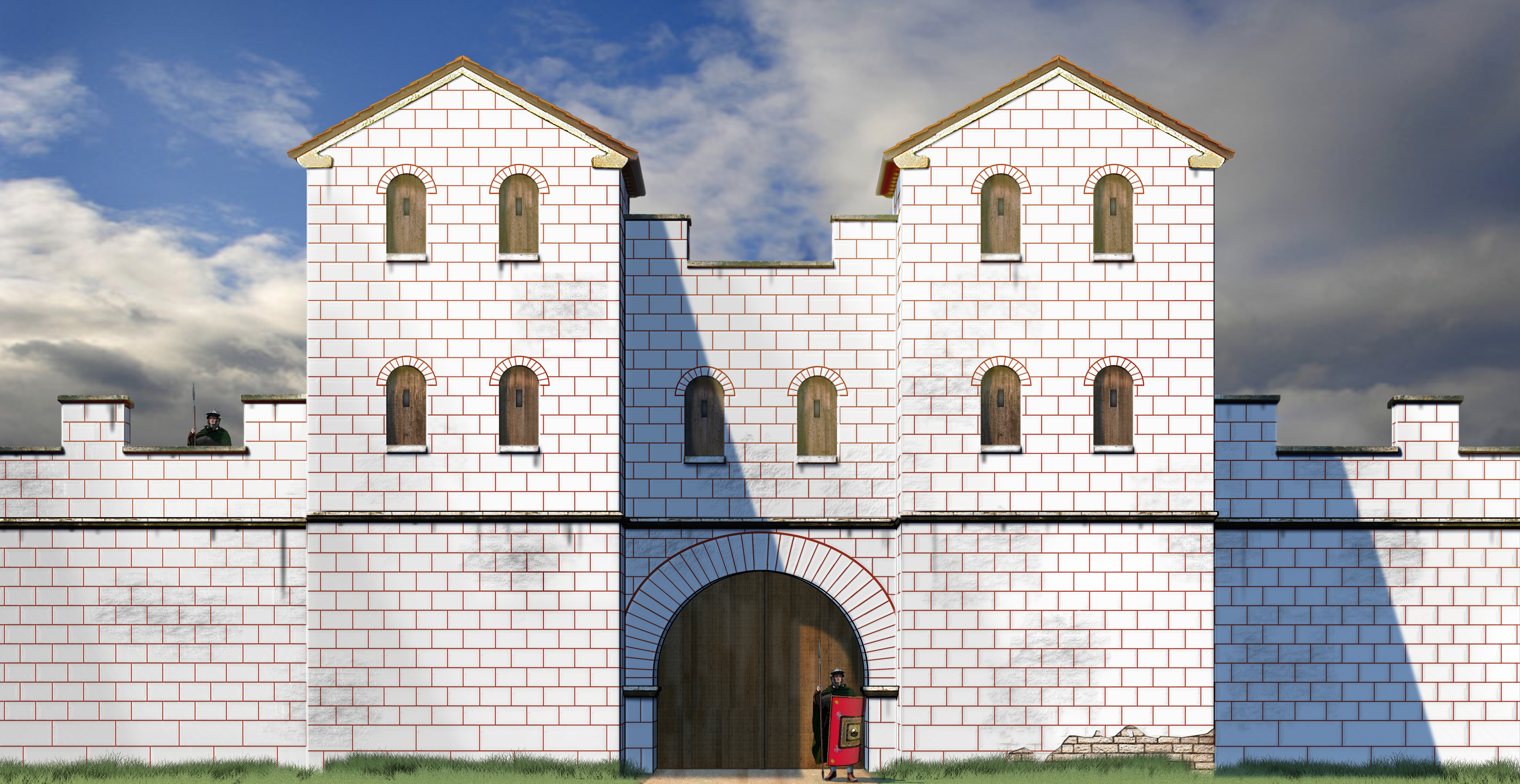
Ein Rekonstruktionsversuch der Porta decumana des Kastell Mautern/Donau zeigt, wie auch das rückwärtige Tor in Ács-Vaspuszta ausgesehen haben könnte.

Nach der Zerstörung des Holz-Erde-Kastells in den Markomannenkriegen (166–180), die sich durch eine starke Brandschicht nachweisen ließ, wurde zwischen 170 und 178 ein steinerner Neubau in Angriff genommen, der sich an dem weitgehend genormten Kastelltypus der Prinzipatszeit orientierte. Seine Ausmaße ließen sich bei der Grabung noch recht gut bestimmen, obwohl die gesamte Prätorialfront und ein Teil der vorderen Praetentura (Vorderlager) bereits von der Donau überspült wurden und dadurch schwer beschädigt waren. Insgesamt war das Steinkastell im Vergleich zu ähnlichen Garnisonen mit 1,2 Hektar jedoch relativ klein bemessen. Die an der Dekumanseite noch vollständige Rückfront des Lagers war 106 Meter breit, ein im Donaubett noch sichtbarer Steinblock aus dem Mauerwerk der einstigen Porta praetoria, dem Haupttor der Fortifikation, zeigte die einstige Längsausdehnung von rund 112 Metern noch recht deutlich an.
Die steinerne, 1,10 Meter breite Wehrmauer wurde unmittelbar vor dem einplanierten Graben des Holz-Erde-Kastells errichtet. Genau über dem alten Graben erhob sich ein, zur Abstützung hinter der Steinmauer aufgeschütteter, rund fünf Meter breite Erddamm, der den Wehrgang trug. Hinter den abgerundeten Ecken stand je ein an die Wehrmauer angelehnter rechteckiger Wachturm. Der 1967 erforschte südöstliche Eckturm umfasste eine Fläche von 5,25 × 5,40 Metern, seine Innenmaße betrugen 3 × 2,82 Meter.
Von den vier Toren des Kastells konnten speziell die beiden an den Flanken positionierten Tore, die Porta principalis sinistra (Südwesttor), die gegenüberliegende Porta principalis dextra (Nordosttor) und die rückwärtige Porta decumana (Südosttor) untersucht werden. Je ein Tor durchbrach an allen vier Seiten des Kastells die Umfassungsmauer. Die Tortürme bildeten dabei baulich mit dem Verbund der Wehrmauer eine Einheit. Der Baukörper der schon erwähnten Porta praetoria war durch Flussschäden bereits stark beschädigt. Die Tore besaßen mit Ausnahme der Porta decumana eine einspurige, etwa vier Meter breite Durchfahrt und wurden von je zwei 6 × 4,70 Meter großen rechteckigen Türmen flankiert. Sie sprangen leicht aus der Flucht der Wehrmauer hervor – ein wichtiges Detail für die bauchronologische Zuordnung. Wie für die Erbauungszeit üblich, war der Durchgang der Porta decumana enger gestaltet und wich – im Vergleich mit den anderen Torbauten – in seiner Bauausführung ein wenig von den anderen ab. Vor der Lagerumwehrung war ein neuer, relativ schmaler Spitzgraben mit 4 bis 4,10 Metern Breite ausgehoben worden, dessen Berme hingegen mit 3,8 Metern auffallend großzügig angelegt war. Zumindest vor der Porta decumana ließ sich feststellen, dass es dort eine Holzbrücke gegeben haben muss, die diesen Graben überwand.
Die Bebauung im Kastellinneren weicht zumeist sehr untypisch von den Hauptvermessungsachsen des Lagers ab, was Gabler als Indiz dafür nahm, dass diese Gebäude teilweise nicht zeitgleich mit der Umfassungsmauer entstanden sein können.
Grabungen in den Latera praetorii, dem Zentralbereich des einstigen Kastells, brachten unter anderem auch das 25,50 × 25–27 Meter große Stabsgebäude ans Licht. Der um acht Grad aus der Achse gedrehte Grundriss entsprach ebenfalls weitgehend dem typischen mittelkaiserzeitlichen Bauschema. Als Besonderheit konnte eine kleine marmorne Säule mit spiralförmig gedrehtem Schaft geborgen werden. Es wird angenommen, dass solche Säulen auf einer niedrigen Balustrade rund um den rechteckigen Innenhof der Principia standen und eine Dachkonstruktion trugen. Allerdings wurde das Fundstück nicht in situ, sondern sekundär gelagert in einer der spätrömischen Speichergruben vorgefunden, welche die Schichten der Principia durchschnitten.
Neben den Principia wurde noch ein weiteres Gebäude in der Retentura, dem rückwärtigen Lagerbereich ergraben.

#### Spätantike

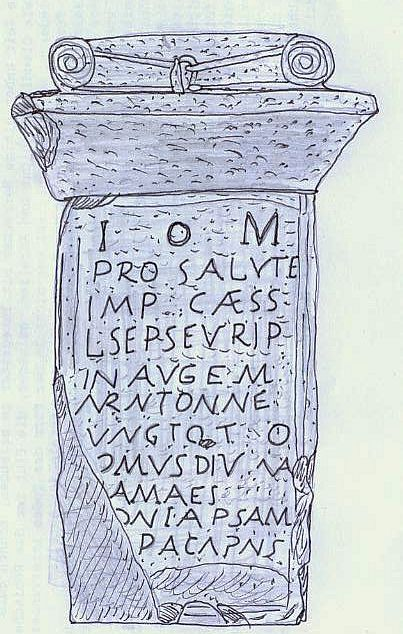
Skizze des Altars zu Ehren Jupiters und der severischen Kaiserfamilie, 202 n. Chr.

Die innen angesetzten Ecktürme ersetzte ein römisches Baukommando in spätrömischer Zeit durch mächtige fächerförmige Türme, die einen Umfang von 12 × 9,5 Meter besaßen. Der 1967 und 1970 untersuchte südwestliche fächerförmige Eckturm ragte 11,40 Meter aus der abgerundeten Kastellecke hervor. Eine im südlich gelegenen Kastell Baracspuszta gefundene Münze, die während der Herrschaft des Kaisers Konstantin II. (337–340) geprägt worden war, gilt dort als frühester Zeitpunkt für diese Umbaumaßnahme. Zeitgleich oder – wie der Archäologe Endre Tóth glaubte – etwas später wurden die Durchfahrten der beiden an den Flanken des Kastells liegenden Tore, die Porta principalis sinistra und die Porta principalis dextra, zugemauert. Da die Fundamente der vier Fächertürme bis in den Bereich des bisherigen Wehrgrabens reichten, musste er noch vor deren Baubeginn zugeschüttet werden. Als Ersatz entstand 13 Meter vor der Lagermauer ein neuer, 6 Meter breiter und 4,5 Meter tiefer Graben. Diese Umbaumaßnahmen, bei denen unter anderem in Ad Statuas auch ältere Inschriftensteine als Spolien vermauert wurden, konnten auch bei vielen anderen Kastellen am pannonischen Donaulimes festgestellt werden. Gabler taxiert diese Baumaßnahmen in die Regierungszeit des konstantinischen Kaiserhauses (306–361).
Auch am Stabsgebäude ließ sich zumindest eine Umbauphase feststellen, deren konkrete zeitliche Zuordnung jedoch unklar blieb. An der Nordfront wurde – möglicherweise zeitgleich mit den Veränderungen an der Kastellmauer – eine nachträgliche Verstärkung mit einer besonders tief gegründeten, sehr starken Mauer beobachtet.
Im Gegensatz zu den sonst sehr häufig an den Grenzverläufen nachgewiesenen und mehr oder minder aufwendigen Baumaßnahmen während der Regierungszeit des im nahen Legionslagers Brigetio verstorbenen Kaisers Valentinian I. (364–375) fanden sich dafür in Ács-Vaspuszta nur geringe Hinweise. Nur im Südteil des Kastells konnte ein Gebäude aus Trockenmauerwerk und an den Principia Bauarbeiten festgestellt werden.
Auch für die Zeit nach Valentinian konnten nur geringe Spuren beobachtet werden. In der Spätphase des Kastells waren die Principia offensichtlich bereits beschädigt oder zerstört. Gabler fand fünf weitgehend gleich große und regelmäßig angeordnete, bienenkorbartige Getreidegruben, welche die stratigraphischen Schichten des Stabsgebäudes durchschnitten. Aus diesen Gruben bargen die Ausgräber vor allem Bauschutt, die bereits weiter oben erwähnte gedrehte Marmorsäule, aber auch nachvalentinianische Keramikscherben.
Eine der wichtigsten Quellen für den spätantiken Limes, die Notitia Dignitatum, erwähnt Ad Statuas und das benachbarte Ad Mures nicht. Andreas Mocsy nimmt an, dass in diesen beiden Lagern in der Zeit, als die letzte Fassung der Notitia Dignitatum zusammengestellt wurde, gar kein Militär mehr stand. Möglicherweise gehörten beide auch schon zur Provinz Valeria. In Ad Statuas fand sich im südöstlichen fächerförmigen Eckturm eine letzte, starke Zerstörungsschicht. Aus dem Fußbodenniveau barg Gabler ein Hortfund von 95 Bronzemünzen aus der Regierungszeit des Kaisers Constantius II. (337–361) und des Caesars Constantius Gallus (351–354) aus der Siscienser Prägestätte. Dieser Hort datiert in die Jahre 351–354 n. Chr. und wird mit dem Einfall der Quaden und Sarmaten während der Regierungszeit des Kaisers Valentinians I. in Verbindung gebracht.
Ziegelstempel aus der Zeit Valentinians I. fehlten allerdings, dafür wurde einglättverzierte Keramik festgestellt. Bemerkenswert ist auch, dass die Notitia Dignitatum auf den 40 km zwischen Arrabona und dem Legionslager Brigetio kein einziges weiteres Kastell erwähnt, obwohl es sich damit für die Krisenzeiten des 4. Jahrhunderts um eine gefährlich lange Strecke ohne Sicherungsanlagen handeln würde.
Für diese Auffälligkeiten bieten sich zwei Erklärungen an: Das Lager bei Leanyvar beispielsweise fehlt in der Notitia Dignitatum, obwohl dort valentinianische Ziegelstempel gefunden wurden, die hier Bautätigkeiten für diese Zeit annehmen lassen. Wahrscheinlich wurde die Truppenliste der Lager um Brigetio nur unvollständig überliefert, die Vexillationen der Legio I Adiutrix sind beispielsweise nur mit einer Einheit, der Cohors quinta partis superioris, angeführt. Zweitens besteht die Möglichkeit, dass die aus dem Lager Visegrád abgezogenen Auxilia Ursarensia nicht nach Várdomb, sondern in das gleichnamige Lager bei Acs Vaspuszta verlegt wurden. In diesem Fall wären so auch die Funde einglättverzierter Keramik erklärbar. Vielleicht wurde das Lager unter Constantius II. vorübergehend aufgelassen und um 380 n. Chr. wieder mit den Ursarienses besetzt.
Die Funde eingeglätteter Keramik wurden in der Vergangenheit als sicheres Zeugnis für eine Existenz des Lagers bis in das frühe 5. Jahrhundert angesehen. In neueren Veröffentlichungen kam anhand der Befunde aus Ad Statuas und der dort in den letzten Jahrzehnten des 4. Jahrhunderts immer häufiger anzutreffenden Keramik dieses Typs aber auch die Überlegung auf, ob zum damaligen Zeitpunkt der (zuvor am jenseitigen Ufer lebende) germanische Stamm der Markomannen hier möglicherweise ein Siedlungszentrum besaß. Die Theorien über die eingeglättete Keramik sind bis heute jedoch vielfältig und sehr umstritten.

## Truppe und Offiziere
Im Jahre 2001 stellte der Epigraphiker Barnabás Lőrincz (1951–2012) eine Liste der in Pannonien eingesetzten römischen Einheiten zusammen. Gabler ging anfänglich davon aus, dass die Cohors I Thracum das frühtrajanische Holz-Erde-Lager errichtet hatte. Später revidierte er jedoch seine Auffassung und favorisierte die Cohors I Hispanorum als Gründer des Kastells von Vaspuszta.
Folgende Besatzungseinheiten sind für Ad Statuas bekannt:
| Zeitstellung                         | Truppenname                                                                                               | Bemerkung |
| ------------------------------------ | --- | --- |
| um 97 bis um 101 n. Chr./106 n. Chr. | Cohors I Hispanorum, („Erste Kohorte der Hispanier“)                                                      | Diese – nur durch vor Ort gefundene Ziegelstempel nachweisbare – Truppe errichtete vermutlich im Jahr 97 n. Chr. das erste Holz-Erde-Lager von Ad Statuas. Um 106 dürfte sie in die Provinz Moesia superior verlegt worden sein. |
| 101 bis 118/119 n. Chr.              | Cohors IV Voluntariorum civium Romanorum, („Vierte Freiwilligenkohorte römischer Bürger“)                 | Diese Kohorte löste im frühen 2. Jahrhundert n. Chr. die Hispanier als Besatzungstruppe des Kastells ab. |
| ab 118/119 n. Chr.                   | Cohors I Thracorum equitata civium Romanorum, („Erste teilberittene thrakische Kohorte römischer Bürger“) | Die Thraker übernahmen nach der Freiwilligenkohorte den Wachdienst in Ad Statuas. Aus einer der spätantiken Torvermauerungen konnte 1967 ein als Spolie verwendeter großer Weihealtar geborgen werden, der zu Ehren des Jupiter Optimus Maximus und der severischen Kaiserfamilie (193–211) gestiftet worden war. Der Altar ist – laut der Konsuldatierung – im Jahr 202 angefertigt worden, genau zu dem Zeitpunkt als Septimius Severus Pannonien besuchte. Der eigentliche Grund für die Aufstellung des Altars war jedoch die Neuerrichtung eines Jupitertempels durch den Präfekten (Kommandeur) der Thrakerkohorte, Aemilius Pacatianus. |
| Spätantike                           | foederati gens Marcomannorum ?, (Söldner vom Stamm der Markomannen)                                       | Über die spätantiken Besatzungen ist nichts Genaues bekannt. Aufgrund verschiedener Fundhinweise wird für Ad Statuas eine Einheit markomannischer Föderaten vermutet. Als foederati bezeichnet die Forschung halbautonome – meist germanischstämmige – Söldnertruppen, die in der Spätzeit des pannonischen Limes vielfach zur Grenzsicherung angeworben wurden (foedus). |

## Benefiziarier und Veteranen
Das Fragment einer einst länglich-rechteckigen Inschriftentafel der antoninisch-severischen Zeit, die aus einem Heiligtum stammt, nennt einen „Benefiziarier-Priester“ (?), der einen Tempel in Ad Statuas von Grund auf renovieren ließ.
Auf einer heute verschollenen Grabsteleninschrift aus dem Gräberfeld des Vicus wurde ein Offizier, Marcus Aurelius Lucanus, genannt. Er kommandierte während der severischen Dynastie (193–235) eine Reiterschwadron (Ala) und schied nach Beendigung seiner Dienstzeit ehrenvoll aus der Armee aus. Bedauerlicherweise war der Name seiner Einheit auf der Inschrift nur stark verstümmelt erhalten geblieben. Lucanus leistete seinen Dienst sicher nicht in dem für eine Ala viel zu kleinen Kastell von Ad Statuas ab, sondern hatte sich erst als Veteran hier niedergelassen. 1966 kam unterhalb des Kastells am Steilufer der Donau ein gleichfalls aus severischer Zeit stammender Votivaltar für Jupiter und Juno ans Licht, der ebenfalls im Auftrag eines Veteranen, Septimius Ursulinus, aufgestellt worden war.

## Vicus
Rund 20 bis 25 Meter vom Kastell entfernt konnten die Reste eines beheizbaren steinernen Hauses der Zivilsiedlung beobachtet werden. Die ebenfalls von Heizkanälen durchzogenen Wände des Gebäudes besaßen einen aufwendigen Terrazzoputz, überzogen mit einer dünnen Gipsschicht auf der einfach gestaltete Wandmalereien aufgetragen waren. Weitere Untersuchungen ergaben, dass die Freskofragmente rot, grün, weiß, orange und grün-gestreift waren. Andere Segmente bestanden aus schwarzen und grünen Pflanzenmotiven, die sich von einem gelben und weißen Hintergrund abhoben. Ein erhaltenes Motiv zeigte u. a. einen in gelb und rot gehaltenen Obstkorb auf weißem Untergrund. Unter der Terrazzoschicht konnte noch eine ältere Dekorationsphase nachgewiesen werden.

## Limesverlauf zwischen Kastell Ad Statuas und Kastell Ad Mures
| Strecke | Name/Ort                               | Beschreibung/Zustand |
| ------- | -------------------------------------- | --- |
| 1       | Ács-Lovadpuszta (Burgus Ad Statuas 1)  | Die Reste dieses Burgus befinden sich 2800 Meter südlich des Kastells und sind nur auf Luftaufnahmen oder als leichte Geländeerhöhung erkennbar. Der Turm lag unmittelbar an der Donau, topographisch auf das Flussufer ausgerichtet, und war von einem an den Ecken abgerundeten Graben umgeben. Der Graben maß an der Längsseite 46 Meter und war zehn Meter breit. Im Zentrum des umwehrten Areals waren auf den Luftaufnahmen keinerlei Bebauungsspuren zu erkennen. Bei einer Feldbegehung fand Gabler römische Keramikscherben und Bruchstücke verbrannten Lehmputzes an einem kleinen Hügel der schon teilweise von der Donau weggerissen war. Der Hügel reichte bis knapp an den Graben heran. Gabler vermutete, dass hier einst eine hölzerne Wachstation gestanden hat. |
| 1       | Ács-Felsőszőlnők (Burgus Ad Statuas 2) | Dieser Wachturm befindet sich rund zwei Kilometer westlich der oben erwähnten Anlage. Seine Reste sollen bis ins 19. Jahrhundert noch gut sichtbar gewesen sein. Das Areal wurde 1951 von dem Archäologen László Barkóczi untersucht, er fand aber nur mehr geringe römerzeitliche Bebauungsspuren vor. |
| 1       | Ács-Bumbumkút (Kastell Ad Mures)       | Das Kastell Ad Mures befindet sich östlich bei Ács-Bumbumkút. |

## Fundverbleib
Das Material aus den Grabungen wird im Kuny Domokos Megyei Múzeum in der Burg von Tata, im Museum für ungarische Kultur und das Donaugebiet in Komárno und im János-Xántus-Museum in Győr aufbewahrt.

## Denkmalschutz
Die Denkmäler Ungarns sind nach dem Gesetz Nr. LXIV aus dem Jahr 2001 durch den Eintrag in das Denkmalregister unter Schutz gestellt. Das Kastell Ad Statuas sowie alle anderen Limesanlagen gehören als archäologische Fundstätten nach § 3.1 zum national wertvollen Kulturgut. Alle Funde sind nach § 2.1 Staatseigentum, egal an welcher Stelle der Fundort liegt. Verstöße gegen die Ausfuhrregelungen gelten als Straftat bzw. Verbrechen und werden mit Freiheitsentzug von bis zu drei Jahren bestraft.